# Sébastien Castellion
Sébastien Châteillon, latinisé en Castalio puis devenu Castellio, ou Sébastien Castellion, né en 1515 à Saint-Martin-du-Fresne, en Bugey, anciennement du duché de Savoie, de l'actuel département de l'Ain et mort le 29 décembre 1563 à Bâle, est un humaniste, bibliste et théologien protestant savoyard.
Il fut un grand défenseur de la tolérance religieuse et de la liberté de conscience.

## Biographie
Castellion est issu d'une famille pauvre de paysans. Il est possible que sa famille soit d’origine vaudoise. Les disciples de Valdès de Lyon s’étaient réfugiés au XIIIe siècle dans cette région du Bugey.
En 1535, Castellion fait ses études au collège de la Trinité à Lyon, où il acquiert les outils intellectuels de l’humanisme. À cette époque, il découvre l’Institution Chrétienne de Jean Calvin et adhère aux idées de la Réforme.
En 1540, on le retrouve à Strasbourg, où il loge quelque temps chez Calvin provisoirement banni de Genève, lui rendant notamment service lors d'une épidémie de peste.
En 1541 à Genève, Calvin fait appel à Castellion pour devenir recteur du Collège de Rive, qui vient d’être créé. Lui donnant une rétribution annuelle de 450 florins, somme de laquelle il devra tirer la rémunération des deux bacheliers censés l'assister. La cité genevoise manquant de pasteur, il est également appelé à prêcher le dimanche à Vandœuvres. Castellion écrit Dialogues Sacrés.
Vers 1544 se font jour des divergences théologiques entre lui et Calvin qui portent sur deux points en apparence mineurs (statut canonique du Cantique des cantiques, interprétation du Symbole des Apôtres) – mais qui posent en réalité le problème du droit à l’opinion personnelle en matière de foi dans le nouveau régime de l’Église.
Ces querelles empêcheront Castellion d’accéder à Genève au ministère pastoral qu'il sollicitait, son salaire de régent ne suffisant pas pour vivre avec femme et enfants, et il choisit donc de quitter Genève pour Bâle en 1545 où, il va travailler comme prote chez l'imprimeur Jean Oporin. Vers 1553, il deviendra professeur de grec à l’université.
Le 27 octobre 1553, Michel Servetest jugé et brûlé à Genève pour hérésie antitrinitaire. Ce drame consomme la rupture de Castellion avec Calvin. L’année suivante paraît un ouvrage d’un certain Martin Bellie, qui n’est autre que Castellion : le Traité des Hérétiques. C’est le début d’une longue polémique sur la tolérance qui va très vite s’envenimer.
À l'occasion de cette polémique avec Calvin, de savoir s'il est juste ou non de condamner à mort quelqu'un condamné d'hérésie, Castellion écrit dans son Traité des hérétiques de 1554 : « tuer un homme ce n’est pas défendre une doctrine, c’est tuer un homme. Quand les Genevois ont fait périr Servet, ils ne défendaient pas une doctrine, ils tuaient un être humain : on ne prouve pas sa foi en brûlant un homme mais en se faisant brûler pour elle ».
En 1560, s’allume la première des huit vagues successives de guerre religieuse en France. Castellion publie un petit ouvrage, Conseil à la France désolée qui, avec trente ans d’avance, annonce la solution politique de l’Édit de Nantes, à savoir deux religions pour un royaume,.
Il meurt en 1563 à Bâle ; Michel de Montaigne lui rendra hommage dans ses Essais.

## Postérité
Son inlassable dénonciation du fanatisme, au nom de la liberté de conscience, fait de Castellion l'un des premiers promoteurs de la tolérance religieuse, tant catholiques que protestants, comme le chancelier Michel de l'Hospital et d'autres érasmiens.
Sébastien Castellion est également connu pour ses travaux bibliques qui font de lui l’un des fondateurs de la critique moderne. Sa Bible latine parue en 1551 restera une référence dans le monde savant jusqu’au XIXe siècle et sa traduction française (1555) est rééditée pour la première fois en 2005.
En 1936, l'écrivain autrichien Stefan Zweig lui consacre une biographie intitulée Conscience contre violence. À travers l'évocation du combat de l'humaniste contre Jean Calvin, Zweig démontre l'exemple de tolérance qu'était Castellion. Le livre traite également de la liberté d'expression ; Zweig y évoque avec le prisme du calvinisme, la lutte contre le nazisme.
Le Cercle Sébastien Castellion de Bourg-en-Bresse a été fondé en 1995 ; il a pour objet la promotion du pluralisme des idées et de la liberté de conscience. Une loge maçonnique « Sébastien Castellion la Liberté de conscience » fait partie du Grand Orient de France.
Le 23 juin 2022, la Ville de Genève fait poser une plaque épigraphique à sa mémoire sur un mur longeant le collège Calvin, au passage Isaac-Casaubon.

## Œuvres
- Jonas propheta, heroico carmine latino descriptus, Basileae, ex officina J. Oporini, 1545
- Mosis institutio Reipublicae graecolatina, ex Josepho in gratiam puerorum decerpta, ad discendam non solum graecam verum etiam latinam linguam, Basileae, 1546
- Dialogorum sacrorum ad linguam simul et mores puerorum formandos libri quatuor, Coloniae, J. Aquensis, 1551
- De Haereticis, an sint persequendi et omnino quomodo sit cum eis agendum, doctorum virorum tum veterum, tum recentiorum sententiae, Magdeburgi (i.e. Basilae), per G. Rausch (i. e. Oporinus), 1554
- La Bible nouvellement translatée, avec la suite de l'histoire depuis le tems d'Esdras jusqu'aux Maccabées : e depuis les Maccabées jusqu'à Christ. Item avec des annotacions sur les passages difficiles. À Bale, pour Jehan Hervage, l'an M.D.LV
- Conseil à la France désolée, auquel est monstré la cause de la guerre présente et le remède qui y pourroit estre mis, et principalement est avisé si on doit forcer les consciences, (s. l.), 1562
- Contra libellum Calvini in quo ostendere conatur haereticos jure gladii coercendos esse, A. Domini, 1612,
- De arte dubitandi et confitendi, ignorandi et sciendi, Reale Academia d'Italia (studi e documenti VII 1937, p. 277-430)

### Éditions récentes
- La Genèse (1555), édité, introduit et annoté par Jacques Chaurand, Nicole Geunier, Carine Skupien Dekens, avec la collaboration de Max Engammare, Coll. Textes littéraires français, 553, Genève, Librairie Droz, 2003, 323p.
- Les livres de Salomon : Proverbes, Ecclésiaste, Cantique des cantiques (1555), édités, introduits et annotés par Nicole Geunier et Max Engammare, Coll. Textes littéraires français, 595, Genève, Librairie Droz, 2008, 334p.
- La Bible, nouvellement translatée par Sébastien Castellion (1555), préface Pierre Gibert et Jacques Roubaud, notes et commentaires Marie-Christine Gomez-Géraud, Bayard, 2005  (ISBN 2-227-47544-7)
- Dialogues sacrés. Premier livre, édition critique par David Amherdt et Yves Giraud, Genève, Droz, 2004  (ISBN 2-600-00930-2)
- Contre le libelle de Calvin après la mort de Michel Servet, traduit du latin, annoté et présenté par Étienne Barilier, Genève, Zoé, 1998  (ISBN 2-88182-329-7)
- De l'impunité des hérétiques, texte latin inédit publié par Bruno Becker, texte français inédit publié par M. Valkhoff, Genève, Droz, 1971
- Traité des hérétiques
- Conseil à la France désolée, préface et notes explicatives par Marius F. Valkhoff, Genève, Droz, 1967
- Conseil à la France désolée, édité par Florence Alazard, Stéphan Geonget, Laurent Gerbier, Paul-Alexis Mellet et Romain Menini, Genève, Droz, 2017 (137 pages d'introduction, 114 pages de texte).Voir la présentation sur le site de l'éditeur.

## Sources
- Thierry Dubois, « Castellion dans nos murs », sur Bibliothèque de Genève Le Blog, 2 février 2021 (consulté le 15 septembre 2022).
- Sébastien Casteillon (trad. du latin, préf. Philippe Vassaux), De l’Art de Douter et de Croire, d’Ignorer et de Savoir, Carrières-sous-Poissy, Éditions La Cause, 1996, 266 p. (ISBN 2-87657-017-3).
- Sébastien Castellion (trad.), La Bible nouvellement translatée (extraits) [PDF]. Texte original sans modernisation.